# Skara

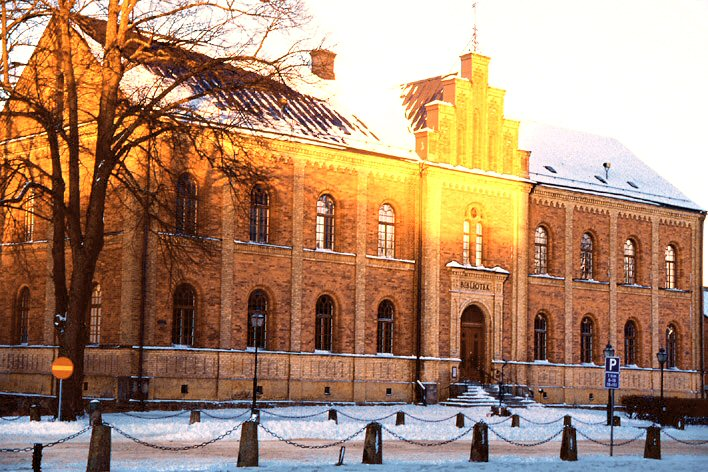
Stadtbibliothek

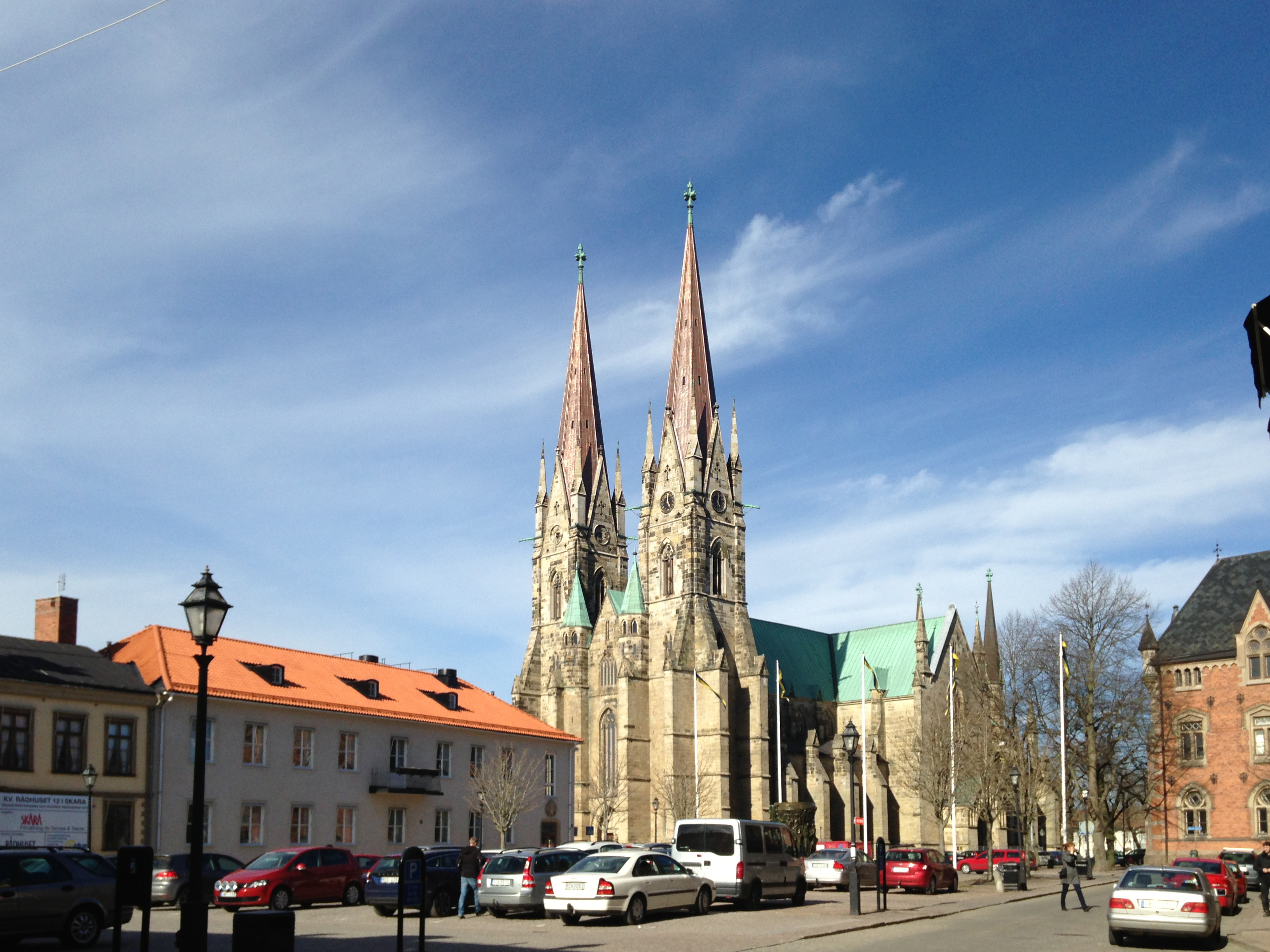
Dom zu Skara

Skara ist eine Stadt in der schwedischen Provinz Västra Götalands län und der historischen Provinz Västergötland.
Sie liegt an der Europastraße 20, etwa 150 km nordöstlich von Göteborg. Skara ist das Zentrum der ehemaligen Provinz Skaraborgs län und Hauptort der gleichnamigen Gemeinde.

## Geschichte
Skaras Aufstieg begann um 1050 mit der Übersiedelung des ersten schwedischen Bischofssitzes in die Stadt (Bistum Skara). Die Stadt wurde im Mittelalter zum kirchlichen und kulturellen Zentrum von Västergötland. Nach der Reformation 1527 und der Einziehung aller kirchlichen Besitztümer durch den König verlor die Stadt ihre wirtschaftliche und kulturelle Bedeutung, verblieb aber eine für die Region wichtige Schulstadt. Ihre im Mittelalter gegründete Kathedralschule wurde 1641 in ein Gymnasium umgewandelt, 1774 wurde eine Veterinäranstalt gegründet (heute Hochschule). Die weitere Entwicklung der Stadt ist geprägt durch ihre Rolle als Bischofssitz und Schulstadt, der Anschluss an die wirtschaftliche Entwicklung im 19. Jahrhundert wurde versäumt, da die Streckenführung der Eisenbahnhauptlinie Stockholm-Göteborg durch die Stadt abgelehnt wurde.

## Stadtbild
Das Stadtzentrum hat noch seinen unregelmäßigen mittelalterlichen Grundriss. Der alte Marktplatz, der gotische Dom, der zweitälteste Schwedens, und das Rathaus bilden das Zentrum. Weitere kulturhistorische interessante Bauten sind die Bibliothek und das alte Gymnasium aus der zweiten Hälfte des 19. Jahrhunderts (Kulturdenkmäler). Auch gibt es noch einer Reihe von Holzhäusern aus dem 19. Jahrhundert. Nördlich der Altstadt befindet sich das Provinzmuseum (Västergötlands Museum), zu dem ein Freilichtmuseum mit Gebäuden aus der Region gehört. Eine von Skaras Partnerstädten ist Zeven (Niedersachsen, Deutschland).

## Tempelbacken

Gräberfeld
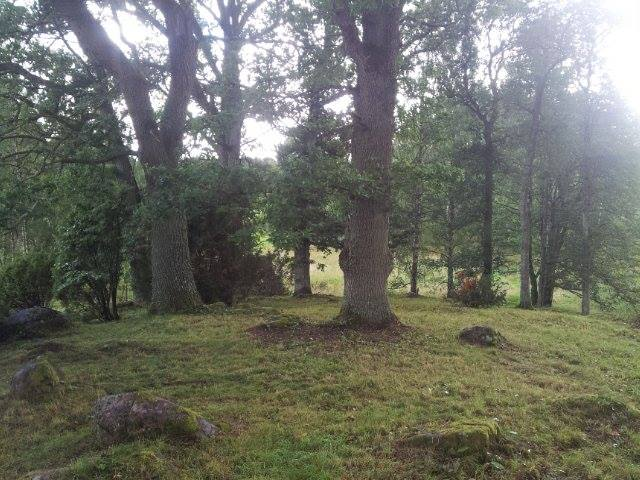
Der westliche Steinkreis
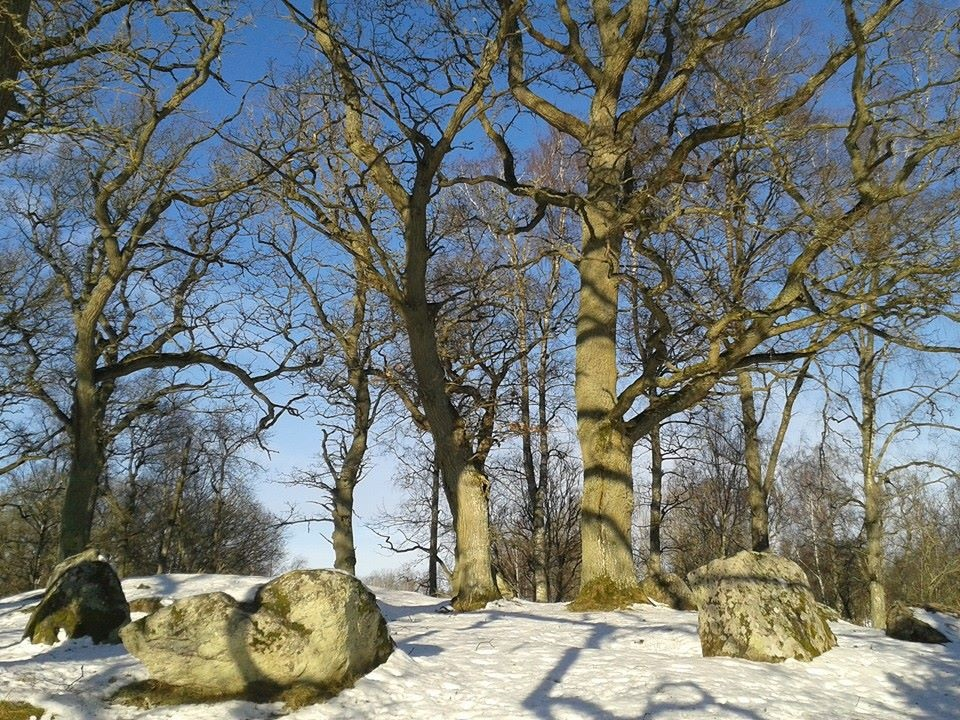
Der östliche Steinkreis
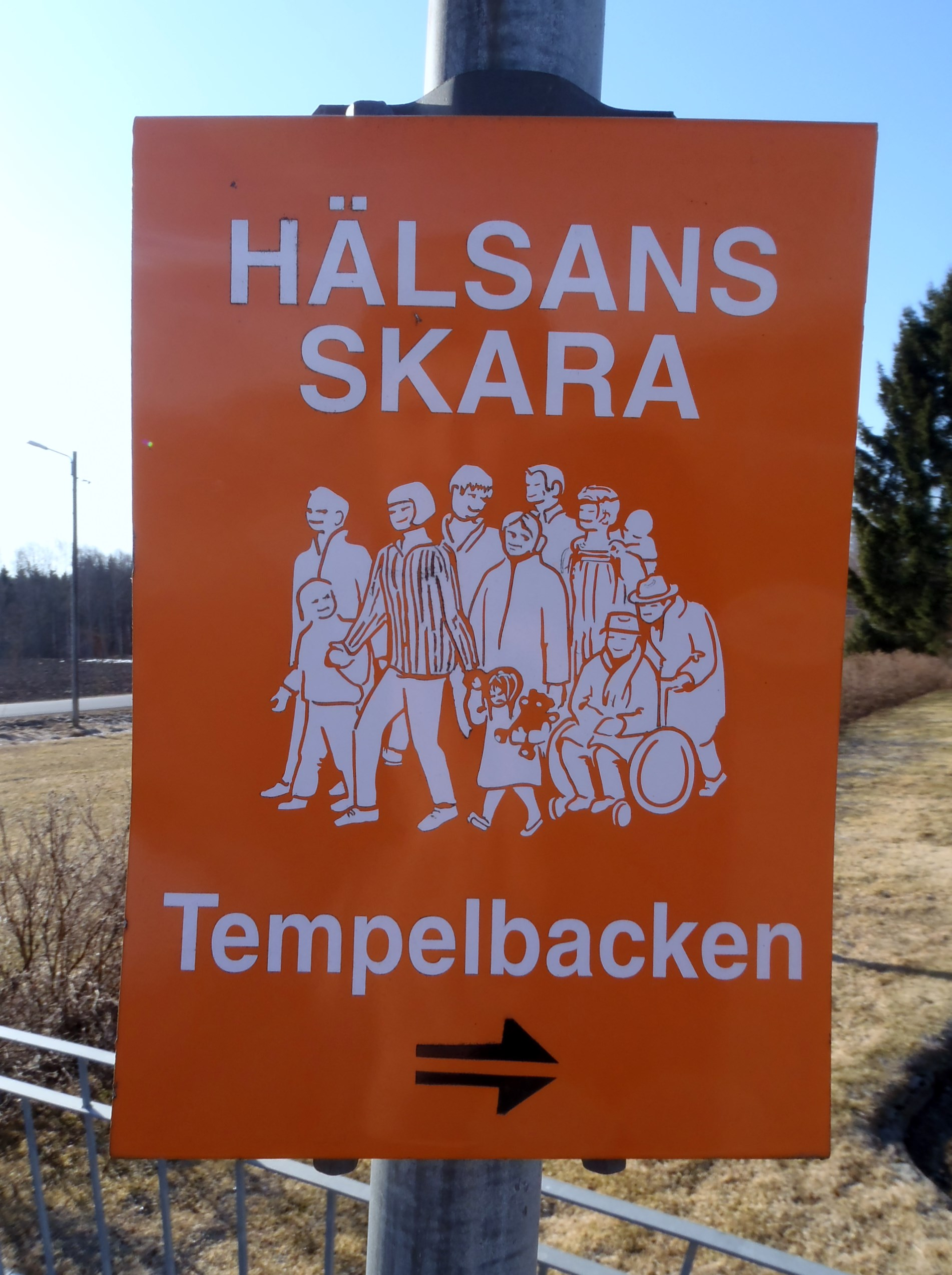
Hinweisschild
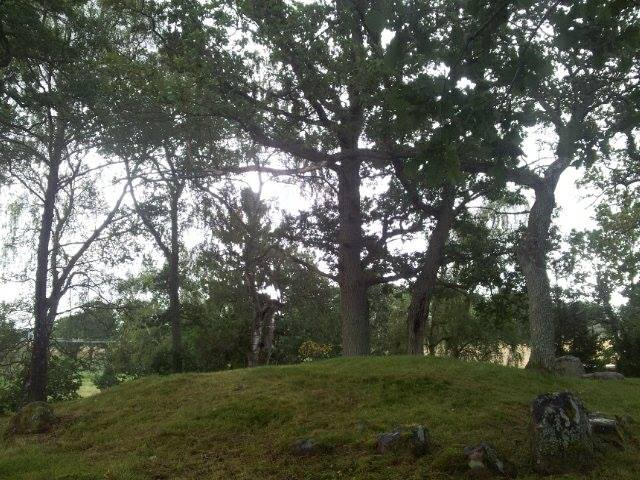
Steinsetzung

Der Tempelbackaleden östlich von Skara, zwischen Götala und Stenum führt zu einem Gräberfeld (RAÄ Skara 33:1) mit zwei Domarringen und Steinsetzungen. Der Legende nach fand hier „Alla Götar's Ting“ statt.
Das Thing wurde von der Vorzeit bis ins Mittelalter in Skara abgehalten wurde. Obwohl der Name nahelegt, dass es alle Göten umfasste, betraf es nur die Bewohner von Västergötland und Dalsland. Nach dem ostgotischen Gesetz (Östgötalagen) war das „Lionga thing“ eine ähnliche Versammlung in Östergötland, die im Mittelalter in Linköping und früher der Nähe abgehalten wurde. Es hatte sein Gegenstück in Gamla Uppsala, das Thing aller Schweden genannt wurde.

## Bildung und Wirtschaft
In Skara befindet sich eine Filiale der Schwedischen Universität für Agrarwissenschaften (Sveriges lantbruksuniversitet, SLU). Auch Unternehmen der Musik- und Unterhaltungsindustrie haben ihren Sitz in Skara und machen die Stadt zu einem der wichtigsten Zentren dieser Branche außerhalb der Großstädte.
Skara ist Ausgangspunkt der Museumsbahn Skara–Lundsbrunn, die in der Sommersaison (Ende Juni bis Anfang September) mit Dampfzügen und Schienenbussen befahren wird.

## Persönlichkeiten
- Jacob Chronander (1620–1694), Dramatiker, Rechtsgelehrter, Bürgermeister und Gouverneur
- Clas Bjerkander (1735–1795), Geistlicher und Naturforscher
- Axel Adlercreutz (1821–1880), Staatsmann und Justitiestatsminister
- Johan Arvid Hedvall (1888–1974), Chemiker
- Karin Magdalena Bergquist (1899–1976), Schriftstellerin
- Stefan Jarl (* 1941), Dokumentarfilmer und Filmregisseur
- Göran Johansson (* 1941), Eisschnellläufer
- Christoffer Ehn (* 1996), Eishockeyspieler
- Elias Ymer (* 1996), Tennisspieler

## Partnerschaften
Skara unterhält eine Partnerschaft mit der deutschen Gemeinde Zeven im niedersächsischen Landkreis Rotenburg (Wümme).